# Петрово (Русановское сельское поселение)
Петрово — деревня в Угранском районе Смоленской области России. Входит в состав Русановского сельского поселения.
Население — 0 жителей (2007).
Расположена в юго-восточной части области в 5 км к западу от Угры, в 5 км северо-западнее автодороги Знаменка — Спас-Деменск, на берегу реки Дыменка. В 5 км восточнее от деревни находится железнодорожная станция Угра на линии Торжок — Брянск.

## История
В годы Великой Отечественной войны деревня была оккупирована гитлеровскими войсками в октябре 1941 года, освобождена в марте 1943 года.